# (32256) 2000 OL52
2000 OL52 (asteroide 32256) é um asteroide da cintura principal. Possui uma excentricidade de 0.09188600 e uma inclinação de 14.12638º.
Este asteroide foi descoberto no dia 30 de julho de 2000 por LINEAR em Socorro.